# Троншен, Теодор
Теодор Троншен (фр. Théodore Tronchin; 1709—1781) — швейцарский медик.
Член Лондонского королевского общества (1762), почётный член Петербургской академии наук (1778), иностранный член Парижской академии наук (1778).

## Биография
Медицинское образование получил в Лейдене. Поселился в Амстердаме, где скоро приобрел обширную практику. Перебравшись в Женеву, получил ещё большую известность.
По настоянию герцога Орлеанского переселился в Париж, где стал модным практикующим медиком. Единственная большая работа Троншена — «De colica pictorum» (Женева, 1755); остальные — мелкие статьи в «Энциклопедии» и «Mémoires de l’Académie de Chirurgie».